# 張祥麟 (宣統進士)
張祥麟（1878年3月24日—1916年8月11日），字藻香，湖北省沔陽州豐口鎮雙剅村人，法國巴黎法学院畢業，法政科進士。

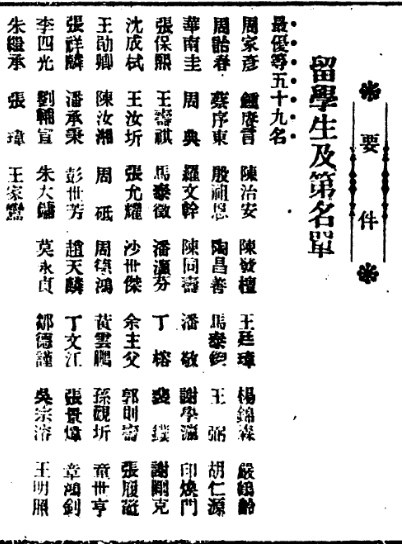

## 生平[2]
- 宣統三年（1911年）九月，經學部驗看考試，得81分[3]，列最優等，賞給法政科進士[4]。
- 民國元年（1912年），湖北省臨時省議會議員。
- 民國元年（1912年）9月27日，任司法部總檢察廳檢察官[5]。
- 民國元年10月至民國2年1月，國立北京大學法政科學長[6]。
- 民國2年（1913年）4月12日，派往法國司法部修習實務員[7]。
- 民國4年（1915年）9月4日，授上士[8]。
- 民國5年（1916年）8月11日，病逝於武漢。